# 1980年代香港
1980年代是香港歷史上一個重要的關鍵時代，在這10年間，中、英兩國為香港前途問題作出決定，兩國簽訂《中英聯合聲明》，香港的主權將會在1997年7月1日從英國移交至中國。在經濟上香港全面起飛，成為亞洲其中一個最發達，最国际化的城市，並與南韓，台灣及新加坡合稱為亞洲四小龍。

## 政治
1980年代，九七前途問題持續困擾香港，1989年發生的六四事件加劇香港人對日後由中共統治的擔憂，大大改變香港的政治局面。至於政府方面，因應香港主權移交，原本主要由英國派員到香港出任的要職逐步加快本地化的步伐，改由香港華人出任，本地政務官如陳方安生、楊啟彥、廖本懷等人受到港英政府賞識，開始出任司級（等同現在的問責局長）職位。

### 香港前途問題
1980年代，香港前途問題開始引起香港及英國政府的關注。
1982年9月，英國首相戴卓爾夫人訪華，在北京與中國領導人鄧小平展開對香港前途問題的討論。當時雙方無法達成共識，戴卓爾夫人更在步出人民大會堂時在門外摔了一跤。1983年7月12日，中英兩國正式展開香港前途談判，早期雙方就主權問題爭論，令香港出現信心危機，港元大幅貶值，為穩定港元匯價，財政司彭勵治在1983年10月15日宣布香港實施聯繫匯率。
1984年4月，談判出現曙光，英國就香港主權問題作出讓步，並宣佈1997年7月1日後不再擁有香港的主權和治權。1984年9月26日，中英聯合聲明的草案在北京人民大會堂，由中方團長周南及英方團長伊文思代表簽署，香港前途談判結束。至草簽為止雙方共進行了22次的談判。

### 簽署中英聯合聲明
1984年12月19日，中國國務院總理趙紫陽與英國首相戴卓爾夫人在中國最高領導人鄧小平、中國國家主席李先念和英國外交大臣傑弗里·豪等人的見證下，在北京人民大會堂正式簽署《中英聯合聲明》。
聲明指出英國政府將於1997年7月1日把香港地區(即包括香港島、九龍及新界)的主權交還中國政府，中國將成立香港特別行政區，並在「一國兩制」的原則下確保社會主義制度不會在香港特別行政區實行，香港本身的資本主義制度及民主制度維持「五十年不變」，香港特別行政區政府維持高度自治。1985年5月27日，中英兩國政府在北京交換批准書，中英聯合聲明正式生效。

### 六四事件
1989年5月21日，約100萬名香港市民聚集中環上街遊行，支持天安門靜坐的北京學生。5月27日，香港演藝界在跑馬地馬場舉行民主歌聲獻中華籌款演唱會，籌得1,200萬港元，並由李卓人把款項送到北京。在5月28日，高達150萬人在香港響應參加全球華人大遊行，成為有記錄以來香港第二次最多人的上街遊行，而最多上街遊行人數為2019年6月16日反對逃犯條例修訂草案遊行近200萬人的紀錄。6月4日北京发生六四事件，北京學運學生被武力鎮壓後，香港絕大部分人反對鎮壓，當晚香港再有大遊行，人數再次達到100萬，並有300萬人到新華社香港分社門外簽署弔唁冊，悼念在北京死去的學生和群眾。6月7日，全港罷工、罷市、罷課。六四事件引發了持續至1994年的香港移民潮爆發。

## 經濟
1980年代香港經濟發展蓬勃，香港人均GDP於1988年首次突破10000美元，香港獲國際貨幣基金組織列入先進經濟體，香港自此晉身發達地區行列，成为亚洲主要贸易港口，然而，縱使曾經經歷1983年的港元大幅貶值及1987年的股災，但香港經濟很快便從不景氣中恢復過來。隨著香港經濟發展，工資的增長及土地供應限制，香港的經營成本在1980年代已經較鄰近地區昂貴，曾經支撐香港戰後經濟三十年的製造業開始外移到低工資及低地價的地區，香港面臨經濟轉型，與此同時香港的服務業逐漸成為香港的主要產業，香港的製造業雖然移入廣東地區，但出口到國際市場仍以香港為中轉地，加上貨櫃碼頭的擴建，令香港的轉口貿易發展蓬勃。香港的金融業在工商業對資金的需求下快速發展，越來越多公司通過上市集資，推動股票市場發展，香港與國際貿易的增強，令越來越多海外銀行在香港開業及設立分支機構，都令香港漸漸成為亞洲區內主要的金融中心。
1980年代香港經濟蓬勃，1989年香港失業率更低至略高於1%，達至全民就業。隨香港經濟在80年代急劇發展，消費產業十分蓬勃，夜總會、戲院、酒樓不論平日或假日十分興旺，每逢大時大節外遊者眾，即使當年機票價格相對現在物價水平為貴，當時仍有不少港人利用啟德機場前往中國、日本、東南亞及歐洲等地旅遊，例如1988年農曆新年期間康泰旅行社、永安旅遊、大關旅遊等旅行社每日提供超過100個日本旅行團皆全數額滿，而這些旅行團的團費每位超過8000元，相當於當年市民三個月的月薪，即使當年港人前往日本仍需簽證（日本是在2004年向香港特區護照或英國國民海外護照持有人提供免簽證待遇）。根據香港旅遊協會在1987年的調查，在1980年代香港市民平均每年外遊5.8次，在全亞洲而言僅次於日本，當年港人外遊目的地以泰國、菲律賓、日本及台灣為主。
80年代香港息率高企，不論銀行儲蓄或置業按揭，都會遇到十幾厘甚至超過20厘的年利率，猶幸當時加薪幅度急促（80年代香港僱員平均每個月獲加薪一次），亦有不少市民利用年尾機會購買匯豐股票致富，因此當年流行「聖誕鐘買匯豐」的說法。而且當時香港所有機構都會為員工提供花紅、雙糧或房屋津貼甚至宿舍等豐厚福利，因此很多香港人都很輕易便可擁有自己的物業。在1988年的一次調查中，在當年購買物業的市民當中有72.6%能一次過繳清樓價，需要超過5年時間供畢物業的市民僅有1.7%。

### 實施聯繫匯率
1983年，中英就香港主權進行談判，香港前途不明朗下，引起香港市民對前景憂慮，觸發港元被拋售兌換為外幣，港元出現大幅貶值，通脹使物價上漲，市面開始出現搶購糧食等情況，同時對香港依重的國際貿易造成打擊。1983年9月，港元兌美元曾跌至9.6港元兌1美元的歷史低點，為穩定匯價及民心，時任財政司彭勵治宣布，香港從1983年10月15日起實施聯繫匯率制度，港元與美元掛鉤，港元兌換美元以7.8港元為中間價有限度浮動，透過外匯儲備買入港元及賣出美元，成功將大幅下滑的港元匯價穩定下來。

### 1987年股災
1987年10月19日，香港股市受到紐約華爾街及其他外圍市場影響，恆生指數暴跌超過400點，當時的聯合交易所主席李福兆以需時處理大量未完成交收為理由，宣佈香港股市停市4天，是全球主要股票市場中，唯一宣布停市，但香港股市於10月26日復市當日，恆生指數隨即下跌超過1100點，下跌幅度達33.33%，是有史以來全球股市最大單日跌幅。

### 基礎建設
鴨脷洲大橋於1980年3月通車，鴨脷洲來往香港島無需再依賴渡輪。香港仔隧道於1982年3月通車，大幅縮短香港仔來往香港島北岸如中環、灣仔及銅鑼灣等地的時間。前稱「機場隧道」的啟德隧道於1982年6月通車，縮減來往西九龍及東九龍的車程。為解決香港島北岸筲箕灣至北角一帶的交通擠塞，沿維多利亞港興建的東區走廊從1984年起分期啟用。
1980年2月12日，香港地鐵尖沙咀至中環段通車，成為香港首條過海鐵路。1982年5月10日，荃灣線通車；1985年5月31日，地鐵港島線通車。東區海底隧道於1989年8月開通，觀塘線延伸至香港島的鰂魚涌。1982年7月，九廣鐵路紅磡至羅湖的英段完成電氣化工程，電氣化列車投入服務。
香港的空運在1980年代發展迅速，成為亞洲的空運樞紐，加速啟德機場的飽和，限於啟德一帶的地理限制，啟德機場已經沒有擴建的空間，政府於1980年代初開始尋找適合發展機場的地點，由於搬遷機場的工程龐大，直到1989年，政府宣布《機場核心計劃》將香港國際機場遷到赤鱲角。

## 社會

### 移民潮
1980年代香港社會面臨重大考驗，香港主權在1984年的中英聯合聲明落實於1997年移交，香港市民對於香港將要在一黨專政統治下失去信心，其後發生六四事件引起更大不安，引發香港移民潮，大批曾經接受高等教育或具備專門技術的人才都選擇移民到美加或澳紐地區，令香港出現人才流失，對香港開始進入經濟轉型的人才需求帶來一定影響，但另一方面移民潮產生的職位空缺為當時的專上畢業生帶來機遇及晉升機會，而香港政府為增強本地人才的培訓加大對專上教育的投入。

### 越南船民
接續1970年代後期越南船民抵達香港的情況，不斷增加的船民為香港社會帶來不少治安問題，雖然越來越多越南船民抵港，但西方國家大部分都不願接收，大批船民只能留在香港，而且越來越多船民是因為經濟因素離開越南，到1980年代有超過20萬越南船民抵港，對香港社會、經濟及治安帶來壓力。香港政府遂於1988年6月16日起實施「甄別政策」，只有因政治原因逃離越南的人士定義為可等候第三國接收的「難民」，其他經濟因素等非政治原因來港的人士則定義為「船民」，後者屬於需要遣返的非法入境者，但是即使界定為前者的難民，西方國家接納難民的人數越來越少，難民也很難前往第三國居留。香港政府於是多次派員與越南官員討論越南船民返回越南的事宜，但越南政府當時對收回自己的國民態度並不積極，為防止更多船民來港及避免引發更多治安問題，加上來自不同地區及背景的越南船民經常發生暴力衝突，政府於是在香港多個地區設立禁閉營，加強對越南船民的管理。

### 治安
1982年，林過雲殺害四名女子成為在1980年代最觸目的連環殺手。1984年3月揭發的伊利莎伯大廈花槽藏雙屍命案是另一宗轟動當時香港社會的兇殺案，而且至今一直未能破案。1985年發生的寶馬山雙屍案令青少年犯罪問題引起關注。1984年1月，香港政府增加的士牌費，的士司機的示威在九龍區引發的士罷駛騷亂，騷亂造成32人受傷及超過170人被捕。
80年代社會走向富庶，包括葉繼歡、季炳雄等「賊王」在內的不少犯罪份子亦乘勢而起，干犯搶劫銀行、金行、表行罪行，例如1984年中環寶生銀行曾被4名匪徒行劫，匪徒逃走時與警員發生槍戰，有途人不幸中彈喪生，1985年曾發生忠信錶行械劫案、1988年景福珠寶金行亦被行劫。
當時除了這些械劫案外，針對一般市民的劫案亦時有發生，因應罪案嚴重，在1985年香港電台曾推出繩之於法電視節目，透過重演案情，鼓勵電視觀眾向警方舉報，這個節目在1997年因應治安改善而被裁撤。

### 醫療
1984年5月，威爾斯親王醫院投入服務。
1986年12月，香港首個試管嬰兒在養和醫院出生。
1989年6月，聖保祿醫院安裝由美國通用電氣生產的磁共振成像系統，是香港首台採用磁共振成像的診斷設備。

## 教育
香港在1970年代實施九年義務教育後，六歲至十五歲的適齡兒童，都可從小學一年級升讀至中學三年級的初中課程，但香港在1980年代初期的高中資助學位仍然有限，不足以接收大部分已完成初中課程的學生。政府於是在1981年實施初中成績評核試（即中三淘汰試），只有成績較佳的四成初中生可以升讀受資助的中四課程。中四起的高中課程並非義務教育的範圍，就讀資助高中課程的學生是需要繳交學費，但官立及政府資助中學的學費都較為低廉，未能取得資助高中學位的學生，只能入讀學費昂貴的私立中學。政府設立初中成績評核試作為升讀中四的公開考試一直在社會有不少反對聲音，因為小學生在分配中學學位時，已經要在小學六年級參加學能測驗，到中三又要參加初中成績評核試爭奪資助中四學額，然後不足兩年就要參加香港中學會考爭奪學額更少的預科學位，每隔兩三年就有一個直接影響升學的公開考試對學生造成沉重壓力。由於社會普遍要求讓大部分初中學生升讀高中課程，而政府在1980年代的財政亦足以擴充高中學額，政府於1986年決定在1987年舉行的初中成績評核試為最後一屆，往後的初中生都可升讀資助中四及中五課程，再根據香港中學會考成績升讀預科，這個中學學制一直沿用至2009年推行新高中課程後方有改變。
1978年實施九年免費教育後，令1980年代的中學畢業生大量增加，連帶對專上教育都有大量需求，但香港當時只有香港大學及香港中文大學，只有考試成績最頂尖的中學畢業生能升讀大學。面對專上學位需求急增，政府於1983年批准香港理工學院開辦學士學位課程，在1984年新設立的香港城市理工學院於1986年開始提供大學學位，香港浸會學院亦於同年開辦學位課程。香港在1980年代面臨經濟轉型，工商業對服務業及適應高新科技的人才有殷設需求，政府於在1980年代中期籌辦香港第三所大學，這所新大學即為1991年開課的香港科技大學。為回應經濟轉型對高等教育及持續教育的需求，政府於1989年成立香港公開進修學院開辦大學學位課程。政府在工商業對技術人才的需求下，在1980年代繼續擴充香港工業學院，在柴灣、沙田及屯門設立新校舍。

## 文化
香港的文藝及歌影視創作在1980年代較少受到政府干預，也相比亞洲其他國家開放，成為香港歌影視發展的黃金時代。

### 樂壇
1980年代，香港樂壇人才輩出，百花齊放。1980年代出道的梅艷芳，連同1970年代已是溫拿樂隊成員的譚詠麟、鍾鎮濤，以及林子祥、許冠傑、甄妮、羅文、徐小鳳、陳百強、張國榮等歌手為香港流行音樂文化帶來衝擊。
而新晉歌手如張學友，陳慧嫻，林憶蓮等，開始在樂壇的黃金年代嶄露頭角，在1990年代成為樂壇中堅力量，多位歌手亦開始在新建的紅磡香港體育館舉行個人演唱會。
於1983年開始組建的搖滾樂隊Beyond在1980年代後期的香港樂壇上寫下了不可磨滅的一頁，甚至有人稱“香港沒有搖滾，只有Beyond”。Beyond膾炙人口的歌曲至今依然影響著香港和華人地區。

### 電影
港產電影於1980年代進入盛世時期，粵語片成為香港電影的主流，電影院在各區擴展，在東亞市場具有舉足輕重的地位，西方對香港電影的關注都成為本年代的特色。1980年代，邵氏兄弟漸漸退出電影製作。以九龍巴士雷氏家族為首的金公主影線，拉攏奮鬥公司的黃百鳴、石天、麥嘉改組成新藝城公司，新藝城在1982年的最佳拍檔大收旺場，擊敗了嘉禾的龍少爺，於是嘉禾領先的優勢被新藝城所威脅。新藝城製作了《最佳拍檔》系列、《英雄本色》系列等知名的電影，在整個八十年代風光一時。嘉禾電影於本年代的代表作則有1985年成龍主演的《警察故事》、1988年《警察故事續集》及同年的《胭脂扣》。1980年代中期，潘迪生與邵氏院線合作，結成了德寶電影公司，形成第三勢力。香港政府於1988年引入電影三級制制度，對往後的電影拍攝與製作有一定的影響，釐清了不同電影的觀眾年齡限制。1983年年青的武打影星傅聲因車禍喪生則令人惋惜。

### 電視
1980年代，電視廣告已經成為商品推廣途徑，為爭取收視率及商業廣告，當時兩家電視台的競爭極為激烈。亞洲電視在1980年代中期仍能與無綫電視平分秋色，但無綫電視較早注重人員的培訓及發掘，其效果在1980年代後期逐漸顯現，無綫電視開始處於領先。無綫電視最早發掘的五名年輕男藝人名為五虎將，包括黃日華、苗僑偉、湯鎮業、劉德華及梁朝偉，其中劉德華更成為現今大中華最著名的歌星及演員之一。在這個年代的電視行業也曾發生不幸的事件，年輕電視藝員翁美玲在家中氣體中毒身亡，金牌司儀接班人鍾保羅疑因賭博欠債自殺身亡，兩位知名演藝界人物在事業如日中天之際突然離世的事件都哄動一時。